# Altenbeken
Altenbeken (phát âm tiếng Đức: [altənˈbeːkən]) là một đô thị ở huyện Paderborn, trong Nordrhein-Westfalen, Đức.
Altenbeken tọa lạc ở Eggegebirge, khoảng 15 km về phía đông bắc của Paderborn.
Altenbeken có 3 khu vực dân cư:
- Altenbeken
- Buke
- Schwaney

## Thành phố kết nghĩa
- Betton (gần Rennes), (Pháp)